# Polémica en el fútbol
Polémica en el Fútbol fue un programa de televisión argentino emitido a través de diversos canales entre 1961 y 1999.
Creado en 1961 por Carlos Fontanarrosa y Alfredo Rütschi, el programa contaba con un formato innovador, que fue imitado por otros programas de similares características. Presentaba un panel integrado por periodistas deportivos y otro protagonizado por simpatizantes que debatían y analizaba las fechas y el quehacer del fútbol argentino.

## Bilardo
Meses antes del Mundial de México 1986, Carlos Salvador Bilardo se presentó como invitado y enfrentó a toda una tribuna que lo denostaba. Ese programa, rescatado de un VHS, se viralizó a fines de septiembre de 2021, provocando reacciones de todo tipo. En el se puede ver a Bilardo explicando a la tribuna y al panel diversas decisiones. Siempre en un clima tenso y de constante ida y vuelta. Por momentos con interrupciones apasionadas. Asimismo se le adjudicó a Bilardo "llevar" gente afín para ser parte de la tribuna. Casi al final, Bilardo promete volver después del Mundial diciendo, entre griteríos, que el no es "perdedor" sino "ganador"

## Conducción y panelistas
- Carlos Fontanarrosa - Conductor y creador del programa 1968 y 1982-1985
- Alfredo Rütschi - Conductor y creador del programa
- Juan Carlos Rousselot - Conductor 1968-1975
- Víctor Hugo Morales - Conductor 1982
- Humberto "Tito" Biondi - Conductor y panelista 1983 y 1990
- Carlos Parnisari - Conductor y panelista 1985-1989
- Lucho Avilés - Conductor 1986
- Julio Ricardo - Conductor 1987-1988
- Raúl Parma - Conductor 1991
- Jorge Rial - Conductor 1997
- Mauro Viale - Conductor 1999
- Carlos Juvenal (1982-1983)
- Guillermo Nimo (1982-1985 y 1990-1991)
- Adrián Paenza (1982-1983)
- Néstor Ibarra (1982-1985)
- Rafael Olivari (1982-1991)
- Rolando Hanglin (1983)
- Quique Wolff (1984-1985)
- Raúl Fernández (1984-1988)
- Paulo Vilouta (1986)
- Tito Junco (1987-1988 y 1991)
- Juan José Blanco (1987-1988)
- Teodoro Nitti (1987-1988)
- Humberto Dellacasa (1987-1988)
- Ariel Longueira (1990)
- Osvaldo Yankillevich (1991)
- Juan Ferrara (1991)
- Diego Bonadeo (1997)
- Antonio Carrizo (1999)
- Atilio Costa Febre (1999)
- José Sanfilippo (1999)
- Lito Pintos (1999)
- Dante Zavatarelli (1999)
- Luis Yorlano (1999)
- Pablo Tiburzi (1999)
- Mario Giordano (1999)
- "Japonés" Pérez (1999)
- Fabio Talarico (1999)
- Pablo Vigna (1999)
- Julio Fernando (1999)